# Caeté (kommun)
Caeté är en kommun i Brasilien.   Den ligger i delstaten Minas Gerais, i den sydöstra delen av landet, 600 km sydost om huvudstaden Brasília. Antalet invånare är 40 786.
Följande samhällen finns i Caeté:
- Caeté

Omgivningarna runt Caeté är huvudsakligen savann. Runt Caeté är det tätbefolkat, med 286 invånare per kvadratkilometer.